# سفارت ارمنستان در اتاوا
سفارت ارمنستان در اتاوا (ارمنی: Կանադայում Հայաստանի դեսպանություն)، نمایندگی دیپلماتیک جمهوری ارمنستان در اتاوا پایتخت کانادا می‌باشد که در شماره ۷ خیابان دلاویر، در منطقهٔ، اتاوا واقع شده‌است. روابط دیپلماتیک بین دو کشور (en) در ۳۱ ژانویه ۱۹۹۲ برقرار شده‌است. هم‌اکنون آناهید هاروتیونیان مقام سفیر جمهوری ارمنستان در اتاوا را عهده‌دار است.

## اطلاعات
- آدرس: 7, Delaware Avenue, Ottawa, Ontario, K2P 0Z2, Canada
- تلفن: (۱–۶۱۳) ۲۳۴۳۷۱۰